# Simetrización
En matemáticas, la simetrización es un proceso que convierte cualquier función en {\displaystyle n} variables en una función simétrica en {\displaystyle n} variables.
De manera similar, la antisimetrización convierte cualquier función en {\displaystyle n} variables en una función antisimétrica.

## Dos variables
Sea {\displaystyle S} un conjunto y {\displaystyle A} un grupo aditivo abeliano. Una aplicación {\displaystyle \alpha :S\times S\to A}
- Se llama simétrica si

{\displaystyle \alpha (s,t)=\alpha (t,s)\quad {\text{para todo }}s,t\in S,}
- y se llama antisimétrica si en cambio

{\displaystyle \alpha (s,t)=-\alpha (t,s)\quad {\text{para todo }}s,t\in S.}
La simetrización de una aplicación {\displaystyle \alpha :S\times S\to A} es la aplicación {\displaystyle (x,y)\mapsto \alpha (x,y)+\alpha (y,x).}
De manera similar, la antisimetrización o simetrización oblicua de una aplicación {\displaystyle \alpha :S\times S\to A} es la aplicación {\displaystyle (x,y)\mapsto \alpha (x,y)-\alpha (y,x).}
La suma de la simetrización y la antisimetrización de una aplicación {\displaystyle \alpha } es {\displaystyle 2\alpha .} Por lo tanto, como el número 2 es invertible en los números reales, se puede dividir por 2 y expresar cada función como la suma de una función simétrica y de una función antisimétrica.
La simetrización de una aplicación simétrica es su doble, mientras que la simetrización de una función antisimétrica es cero. De manera similar, la antisimetrización de una aplicación simétrica es cero, mientras que la antisimetrización de un aplicación antisimétrica es su doble.

### Formas bilineales
La simetrización y antisimetrización de un operador bilineal son bilineales. Por lo tanto, más allá del orden 2, cada forma bilineal es una suma de una forma simétrica y de una forma antisimétrica, y no hay diferencia entre una forma simétrica y una forma cuadrática.
Con respecto al caso del orden 2, no todas las formas se pueden descomponer en una forma simétrica y en una forma antisimétrica. Por ejemplo, sobre los números enteros, la forma simétrica asociada (sobre los números racionales) puede tomar valores semienteros, mientras que sobre {\displaystyle \mathbb {Z} /2\mathbb {Z} ,} una función es antisimétrica si y solo si es simétrica (es decir, si {\displaystyle 1=-1}).
Esto lleva a la noción de formas ε-cuadráticas y de formas ε-simétricas.

### Teoría de la representación
En términos de la teoría de representación:
- El intercambio de variables da una representación del grupo simétrico en el espacio de funciones en dos variables
- Las funciones simétrica y antisimétrica son las subrepresentaciones correspondientes a la representación trivial y a la representación del signo, y
- La simetrización y la antisimetrización asignan una función a estas subrepresentaciones: si se divide por 2, se obtienen aplicaciones de proyección.[2]

Como el grupo simétrico de orden dos es igual al grupo cíclico de orden dos ({\displaystyle \mathrm {S} _{2}=\mathrm {C} _{2}}), este corresponde a la transformada de Fourier discreta de orden dos.

## nvariables
De manera más general, dada una función en {\displaystyle n} variables, se puede simetrizar tomando la suma de todas las permutaciones {\displaystyle n!} de las variables, o antisimetrizar tomando la suma de todas las {\displaystyle n!/2} permutaciones pares y restando la suma de todas {\displaystyle n!/2} las permutaciones impares (excepto cuando {\displaystyle n\leq 1,} por lo que la única permutación es par).
Aquí, la simetría de una función simétrica se multiplica por {\displaystyle n!}; por lo tanto, si {\displaystyle n!} es invertible, como cuando se trabaja sobre un cuerpo de característica {\displaystyle 0} o {\displaystyle p>n,} se obtienen proyecciones cuando se dividen por {\displaystyle n!.}
En términos de la teoría de la representación, estas solo producen las subrepresentaciones correspondientes a la representación trivial y de signos, pero para {\displaystyle n>2} hay otras (véase teoría de la representación del grupo simétrico y polinomio simétrico).

## Principio
Dada una función en {\displaystyle k} variables, se puede obtener una función simétrica en {\displaystyle n} variables tomando la suma de los subconjuntos de {\displaystyle k} elementos del conjunto de las variables. En estadística, esto se denomina bootstrapping y las estadísticas asociadas se denominan U-estadísticas.